# 祖阿里考—茨欣瓦利管线
祖阿里考－茨欣瓦利管线是一条天然气管线，起点为北奥塞梯的祖阿里考村，终点为南奥塞梯的茨欣瓦利。 它于2006 年开工建设，并于2009年9月开始供气。

## 历史
该管线的设计与规划经过了很长时间，并于2006年12月开始动工，最终于2009年9月投入使用。
以前，南奥塞梯的天然气供应来自格鲁吉亚第比利斯-库塔伊西管线系统的阿加拉-茨欣瓦利段。格鲁吉亚－奥塞梯冲突后，格鲁吉亚对南奥塞梯的天然气供应被切断。据格鲁吉亚方面表示，停止供气原因是南奥塞梯境内的一段输油管道受损，而俄罗斯否认受损，并指责格鲁吉亚故意切断管道。不过供应在2009年1月得以恢复。

## 技术说明
管道长度为162.3（100.8英里），每年可输送2.525亿立方米天然气。管道的直径为426（16.8英寸）。大约70.2（43.6英里）长的管道位于南奥塞梯领土。该管道穿过的山区最高海拔为3,148（10,328英尺）。据报道，这条管道可能是世界上海拔最高的天然气管线，建造成本为150亿卢布（4.76亿美元）。

## 政治意义
据说，这条输油管道对南奥塞梯维持事实上的独立至关重要，因为它“摆脱了不友好邻国施加的最后枷锁”。格鲁吉亚外交部强烈抗议开通这条管道。